# ریوهی کوبا
ریوهی کوبا (انگلیسی: Ryohei Koba؛ زادهٔ ۱۳ december ۱۹۶۲ (۶۲ سال)) ورزشکار ورزش تیراندازی اهل ژاپن است.
وی در مسابقات کشوری و بین‌المللی در مجموع برندهٔ ۱ مدال برنز شده‌است.